# أومانيوس (بابا الإسكندرية)
البابا أومانيوس بابا الإسكندرية وبطريرك الكنيسة القبطية الأرثوذكسية السابع (129 -141).
أحد رجال الإسكندرية الأتقياء، خلف يسطس في رئاسة مدرسة الإسكندرية، كما خلفه في البطريركية. لا يُعرف عن أقواله أو كتاباته شيئًا، لكنه عرف العفة وعاش بتولًا. رسمه البابا إبريموس شماسًا، فأقام في هذه الخدمة عشر سنين. لما قدم القديس يسطس، البابا السادس، ورأى نجاحه وتدينه وعلمه رسمه قسًا ووكل إليه تعليم المؤمنين بكنيسة الإسكندرية وتدبيرهم وتهذيبهم على مبادئ الدين الصحيح.
انتخب بطريركًا خلفًا للبابا يسطس وتولى الكرسي الرسولي في 11 أبيب - 7 يوليو 129 للميلاد. فترك وظيفته الأولى وهي رئاسة المدرسة اللاهوتية وعهد بها إلى مركيانوس.
اشتهر بسيامة عدد كبير من القسوس للخدمة في الكرازة المرقسية، وأرسلهم إلى مختلف أنحاء الديار المصرية والنوبة والخمس مدن الغربية لنشر الإيمان المسيحي. في عهده اشتد اضطهاد أدريان للمسيحيين، وقتل العديد منهم. ولما قدم هذا الأب بطريركًا، وسلم أمر الكنائس وتعليم المؤمنين إلى الأب مركيانوس ـ الذي صار خلفاً له فيما بعد ـ أما هو فقد كان مداوماً على رد الضالين من الخطاة.
وطنه الأصلي مدينة الإسكندرية. جلس على الكرسي الرسولي لاثني عشرة سنة وثلاثة أشهر، وأقام طيلة مدة رئاسته في الكنيسة المرقسية بالإسكندرية. تنيح في 10 بابه - 7 أكتوبر 141 للميلاد.